# Улица Вакуленчука (Мелитополь)
Улица Вакуленчука (укр. вулиця Вакуленчука)— улица в Мелитополе. Начинается от улицы Ивана Богуна, пересекает две важные магистрали — проспект Богдана Хмельницкого (М-18) и улицу Ивана Алексеева (М-14), и заканчивается в садовых участках между улицей Ивана Алексеева и железной дорогой.
В центральной части улицы находятся жилмассив и НИИ орошаемого садоводства, значительную территорию также занимает частный сектор. Покрытие в основном асфальтное, за исключением грунтового отрезка в начале улицы.

## Название
Улица названа в честь Григория Никитича Вакуленчука (1877-1905) — организатора и предводителя восстания на броненосце «Потёмкин».
В 2016 году, когда в рамках декоммунизации производилось переименование ряда улиц Мелитополя, обсуждалось также переименование и улицы Вакуленчука.
Однако, поскольку Вакуленчук не был коммунистическим деятелем, комиссия по рассмотрению вопросов ликвидации символов тоталитаризма и возвращения исторических названий при горисполкоме не стала выносить улицу на переименование, и улица сохранила старое название.
Также в Мелитополе есть одноимённый переулок.

## История
В официальных документах улица Вакуленчука впервые упоминается 29 октября 1941 года.
26 июня 2002 года один из участков был выделен в новую улицу, получившую имя мелитопольского садовода Михаила Сидоренко.

## Объекты
- НИИ орошаемого садоводства им. М. Ф. Сидоренко;
- памятник Богдану Хмельницкому (на перекрёстке с проспектом);
- памятник Ивану Мичурину;
- садовые участки НИИ.

## Галерея
|                                              |                               |                                  |                           |
| участок с грунтовым покрытием в начале улицы | памятник Богдану Хмельницкому | в районе ул. Сидоренко           | вид с ул. Ивана Алексеева |
|                                              |                               |                                  |                           |
| здание НИИ                                   | возле садовых участков        | персонажи мультфильмов на гараже | конец улицы               |